# Long Live Rock 'n' Roll
Long Live Rock 'n' Roll je třetí studiové album anglické hard rockové skupiny Rainbow, vydané v roce 1978. Jedná se o poslední studiové album, na kterém zpívá Ronnie James Dio, na dalším albu ho nahradil Graham Bonnet.

## Seznam skladeb
| Strana 1 | Strana 1                | Strana 1       | Strana 1 |
| Pořadí   | Název                   | Autor          | Délka    |
| -------- | ----------------------- | -------------- | -------- |
| 1.       | Long Live Rock 'n' Roll | Blackmore, Dio | 4:21     |
| 2.       | Lady of the Lake        | Blackmore, Dio | 3:39     |
| 3.       | L.A. Connection         | Blackmore, Dio | 5:02     |
| 4.       | Gates of Babylon        | Blackmore, Dio | 6:49     |

| Strana 2 | Strana 2           | Strana 2               | Strana 2 |
| Pořadí   | Název              | Autor                  | Délka    |
| -------- | ------------------ | ---------------------- | -------- |
| 1.       | Kill the King      | Blackmore, Dio, Powell | 4:29     |
| 2.       | The Shed (Subtle)  | Blackmore, Dio, Powell | 4:47     |
| 3.       | Sensitive to Light | Blackmore, Dio         | 3:07     |
| 4.       | Rainbow Eyes       | Blackmore, Dio         | 7:11     |

## Sestava

### Rainbow
- Ritchie Blackmore – kytara, baskytara
- Ronnie James Dio – zpěv
- Cozy Powell – bicí, perkuse
- David Stone – klávesy
- Bob Daisley – baskytara v „Kill the King“, „Sensitive to Light“ a „Gates of Babylon“

### Hosté
- Tony Carey - klávesy v „Long Live Rock 'n' Roll“ a „Lady of the Lake“
- Bavarian String Ensemble řízená Rainerem Pietschem v „Gates of Babylon“
- Ferenc Kiss – viola v „Rainbow Eyes“
- Nico Nicolicv – viola v „Rainbow Eyes“
- Karl Heinz Feit – violoncello v „Rainbow Eyes“
- Rudi Risavy – flétna v „Rainbow Eyes“
- Max Hecker – flétna v „Rainbow Eyes“